# アルガカンチー郡
アルガカチー郡(アルガカチーぐん、ネパール語：अर्घाखाँची जिल्ला)は、ネパール西部のルンビニ州の郡。
郡都はサンディカルカ。
2021年国勢調査の人口は17万7200人。
面積は1193km²。
かつて、二四諸国のアルガ王国とカチー王国が存在した。